# Kongemoská kultura

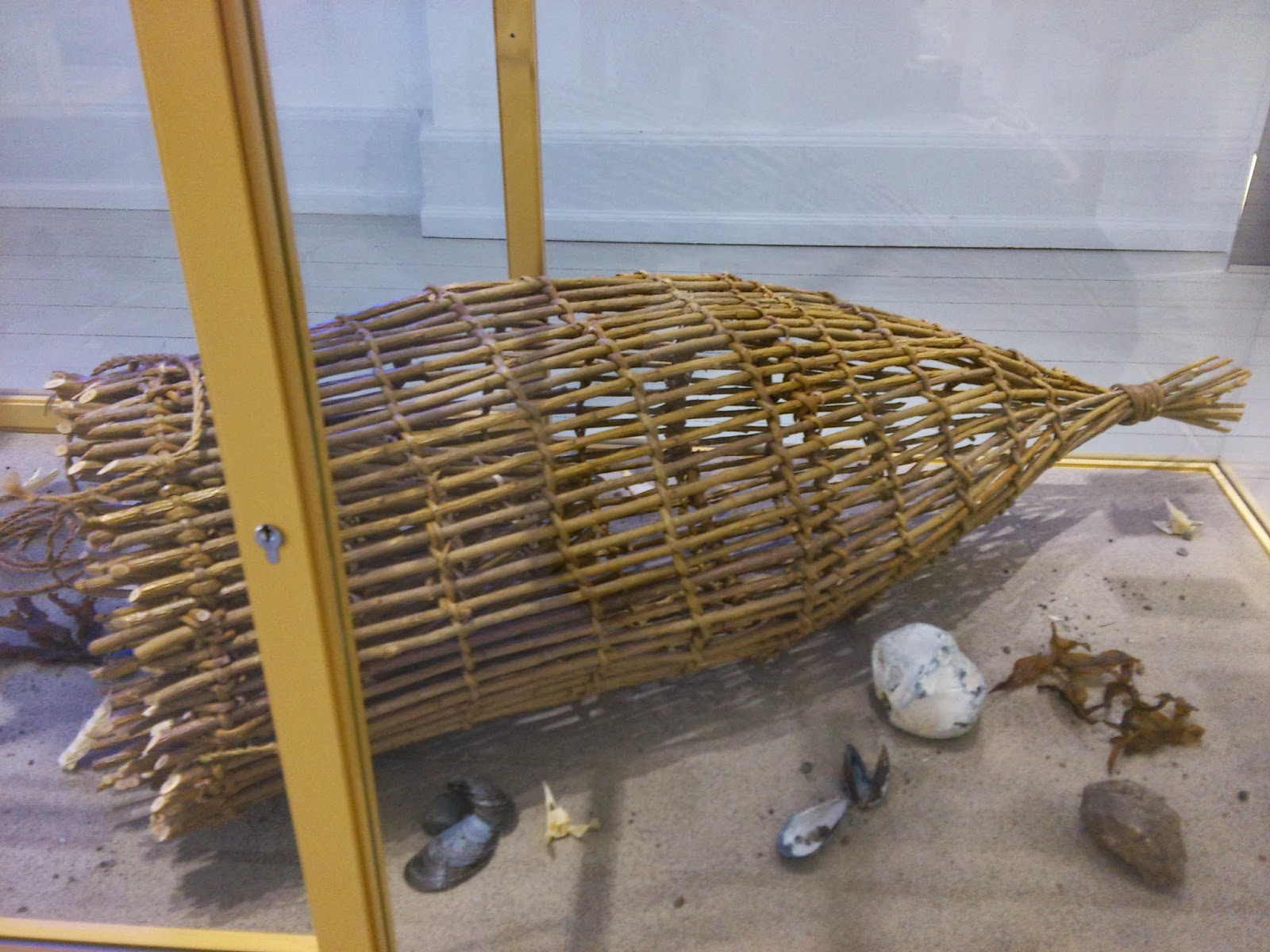
Vrš používaná kongemoskou kulturou

Kongemoská kultura, datovaná do období přibližně mezi lety 6000 až 5200 př. n. l., je mezolitická kultura lovců a sběračů, jejíž lidé obývali území od Anglie po severní, střední a východní Evropu a jižní Skandinávii. Navazuje na maglemoskou kulturu a je předchůdkyní ertebölské kultury. Kultura byla pojmenována podle místa na dánském ostrově Sjælland.

## Prostředí
Kolem roku 6000 př. n. l. se pobřeží Severního a Baltského moře změnilo kvůli teplému a vlhkému podnebí. Průměrná letní teplota tehdy dosahovala kolem 20 °C, což je podstatně více než v novověku. To vedlo k tání zbytků ledu, načež hladina moří ještě stoupla a zaplavila další pevninu. Dánsko bylo rozděleno na Jutský poloostrov a ostrovy.

### Podnebí, flóra a fauna
Teplé podnebí vedlo ke změnám flóry a fauny. Les se postupně proměnil v prales s dubem, olší, jasanem, lípou a jilmem. Břízy, smrky a lísky se přesunuly do oblastí vlhkých nížin a vodních břehů. Ve středním a západním Jutsku zůstal les světlý a otevřený. Teplé klima umožnilo šíření živočišných i rostlinných druhů, které se v moderní době nachází pouze v jižněji položených oblastech. Týká se to zejména jmelí, pelikánů, supů a v moři rejnoků a mečouna obecného.

## Lov
Lov, rybolov a sběr určovaly jakým způsobem žili lidé této kultury. Běžně lovenými zvířaty byla divoká prasata a jelenovití. Z dánských ostrovů v té době zmizeli losi i pratuři. Moře bylo teplejší a slanější a poskytovalo více potravy. Proto zde žilo i více ryb. Poskytovalo také zdroje pro lov mořských ptáků, ploutvonožců a velryb.
Nejstarší nálezy této kultury pochází z pozdního boreálu z lokality Holmegård IV na dánském ostrově Sjælland. Podle výsledků pozdějšího průzkumu provedeného J. Troels-Smithem nálezy pocházely z vrstvy, která vykazovala souběžné rysy s ertebölskou kulturou. Jedná se o nálezy dvou luků z jilmového dřeva, z nichž jeden byl zachován celý a druhý zhruba napůl. Vnitřní strany luků jsou ploché a vnější strany zaoblené. Úchopové oblasti jsou jasně zpracované. Původní délka zachovalého luku byla 154 cm a u zčásti zachovalého luku je odhadována na 184 cm.

## Archeologické nálezy
Na sídlištích se našly pozůstatky otopných zařízení, nebyly ale nalezeny žádné pozůstatky domů. Pro kongemoskou kulturu jsou typické zdobené dýky vyrobené z kostí a pazourkových čepelí, které sloužily jako břit a které do kosti byly připevněny pomocí březové smoly, jak ukazuje nález v Flynderhage ve východním Jutsku.
Podle nálezů z hrobů nosili lidé na opasku nože. Novinkou u této kultury bylo využívání velkých, těžkých tzv. křivých nebo kosočtvercových šípů vyrobených z pazourku a objevují se také nejstarší známé vrše na lov ryb. Lana a sítě byly nalezeny na vřesovišti v oblasti Friesacku v Braniborsku.

## Pohřby
Nalézané pohřby se zachovanými kostrami umožňují rekonstrukci vzhledu a životních podmínek těchto lidí. Dámské oblečení bylo zdobeno vyšívanými vzory tvořenými ulitami a zvířecími zuby. Muži, ženy i děti bývali pohřbeni vleže na zádech s pohřební výbavou. Někdy bylo společně pohřbeno více lidí, většinou žen a dětí. Existuje také několik případů hrobů s několika dospělými jedinci. Z oblasti Skåne ve Švédsku jsou známy izolované kremační pohřby. Poblíž Vængsø na poloostrově Helgenæs byl nalezen hrob mladšího muže, jenž byl položen na hromádce lastur. Na dánském ostrově Fyn v Tybrind vig bylo u pohřbeného mladého jedince nalezeno poranění lebky. Stopy po násilí vykazují i další mužské kostry patřící této kultuře. Kostry nenesou stopy podvýživy. Na druhou stranu byla běžná revmatická onemocnění a jedinci vykazují vysokou míru opotřebení chrupu. K tomu došlo pravděpodobně v důsledku hrubého jídla a zvyku žvýkat zvířecí kůže za účelem je změkčit. Tento zvyk dodržují i moderní lovecké národy.
Dospělí muži dosahovali výšky 170 cm a ženy 155 cm. U této kultury lze také pozorovat vzdálený vztah s kromaňonci z mladšího paleolitu. Zvlášť obličejové rysy žen jsou ve srovnání s moderními lidmi poměrně hrubé. Dožívali se maximálně 60 let. Občasný objev červeného okru v hrobech může svědčit o původním pomalování jejich těl.